# Region kościelny Umbria
Region kościelny Umbria – jeden z szesnastu regionów kościelnych, na które dzieli się Kościół katolicki we Włoszech. Obejmuje swym zasięgiem świecki region Umbria. 

## Podział
- Archidiecezja Perugia-Città della Pieve
  - Diecezja Asyż-Nocera Umbra-Gualdo Tadino
  - Diecezja Città di Castello
  - Diecezja Foligno
  - Diecezja Gubbio

- Diecezje podległe bezpośrednio Stolicy Apostolskiej
  - Archidiecezja Spoleto-Norcia
  - Diecezja Orvieto-Todi
  - Diecezja Terni-Narni-Amelia

## Dane statystyczne
Powierzchnia w km²: 9.129

Liczba mieszkańców: 908.779

Liczba parafii: 602

Liczba księży diecezjalnych: 584

Liczba księży zakonnych: 404

Liczba diakonów stałych: 115

## Konferencja Episkopatu Umbrii
- Przewodniczący: abp Renato Boccardo - arcybiskup Spoleto-Norcia
- Wiceprzewodniczący: abp Ivan Maffeis - arcybiskup Perugii-Città della Pieve
- Sekretarz generalny: bp Francesco Antonio Soddu - biskup Terni-Narni-Amelia